# Susmiou
 Susmiou   es una población y comuna francesa, en la región de Aquitania, departamento de Pirineos Atlánticos, en el distrito de Oloron-Sainte-Marie y cantón de Navarrenx.

## Demografía
| 195 | 164 | 203 | 220 | 221 | 193 | 191 | 184 | 192 | 189 | 162 | 130 | 162 | 156 | 161 | 129 | 128 | 139 | 134 | 127 | 107 | 104 | 104 | 103 | 101 | 109 | 123 | 131 | 202 | 227 | 250 | 251 | 287 | 361 | 350 |
| Para los censos de 1962 a 1999 la población legal corresponde a la población sin duplicidades (Fuente: INSEE [Consultar]) |     |     |     |     |     |     |     |     |     |     |     |     |     |     |     |     |     |     |     |     |     |     |     |     |     |     |     |     |     |     |     |     |     |     |